# Caloria (zoologia)
Caloria Trinchese, 1888 è un genere di molluschi nudibranchi della famiglia Facelinidae.

## Tassonomia
Comprende le seguenti specie:
- Caloria elegans (Alder & Hancock, 1845)
- Caloria guenanti (Risbec, 1928)
- Caloria indica (Bergh, 1896)
- Caloria rosea (Bergh, 1888)